# Ring: The Final Chapter
Ring ~Saishūshō~ (リング ～最終章～ lit. Anillo; Capítulo final?) es una serie de televisión japonesa basada en la novela de terror Ringu, escrita por Koji Suzuki y publicada en 1991. La serie fue emitida originalmente por Fuji TV en el año 1999. Consta de 12 episodios y tuvo una secuela llamada Rasen de 13 episodios.

## Sinopsis
Kazuyuki Asakawa es un periodista que presencia la extraña muerte de un motociclista. Más tarde de ese día descubre que su sobrina Tomoko Ōishi también falleció repentinamente por un paro cardiaco al mismo tiempo que el motociclista, esto parece estar, de alguna manera, relacionado con una salida de fin de semana que ella y tres de sus amigos realizaron poco tiempo atrás. 
Por ello Kazuyuki toma la decisión de ir a la cabaña donde se Tomoko y sus amigos se alojaron para averiguar más al respecto; allí encuentra una extraña cinta de video que después ser reproducida, maldice a quien la observó con la muerte trece días después.

## Reparto
- Toshirō Yanagiba como Kazuyuki Asakawa.
- Tomoya Nagase como Ryūji Takayama.
- Tae Kimura como Sadako Yamamura.
- Kotomi Kyono como Akiko Yoshino.
- Akiko Yada como Mai Takano.
- Hitomi Kuroki como Rieko Miyashita.
- Yūta Fukagawa como Yôichi Asakawa.
- Aya Okamoto como Tomoko Ōishi.

## Episodios
1. "The Seal is Now Solved" (El sello ya está resuelto).
2. "Killed by a Videotape" (Asesinado por una cinta de video).
3. "Someone is Watching..." (Alguien está observando...).
4. "A Virus of Silence" (Un virus de silencio).
5. "The Dead Person Who Was Reborn" (El muerto que renació).
6. "A New Person with Supernatural Power" (Una nueva persona con un poder sobrenatural).
7. "Sadako Will Appear Tonight" (Sadako aparecerá ésta noche).
8. "Someone Will Die When the Curse is Solved" (Alguien morirá cuando se resuelva la maldición).
9. "Planned Memory" (Memoria planificada).
10. "Sadako's Revival" (El renacimiento de Sadako).
11. "Ryuji Takayama Dies" (Ryuji Takayama muere).
12. "The Curse Was Not Lifted. The Thirteenth Day, a New Dead Person Destroys the World" (La maldición no se levantó. El decimotercer día, un nuevo muerto destruye el mundo).